# USS Constellation (CV-64)
«Констелейшн» (англ. USS Constellation (CV-64)) — американський авіаносець класу «Кітті-Гок». Третій корабель з такою назвою.

## Історія створення

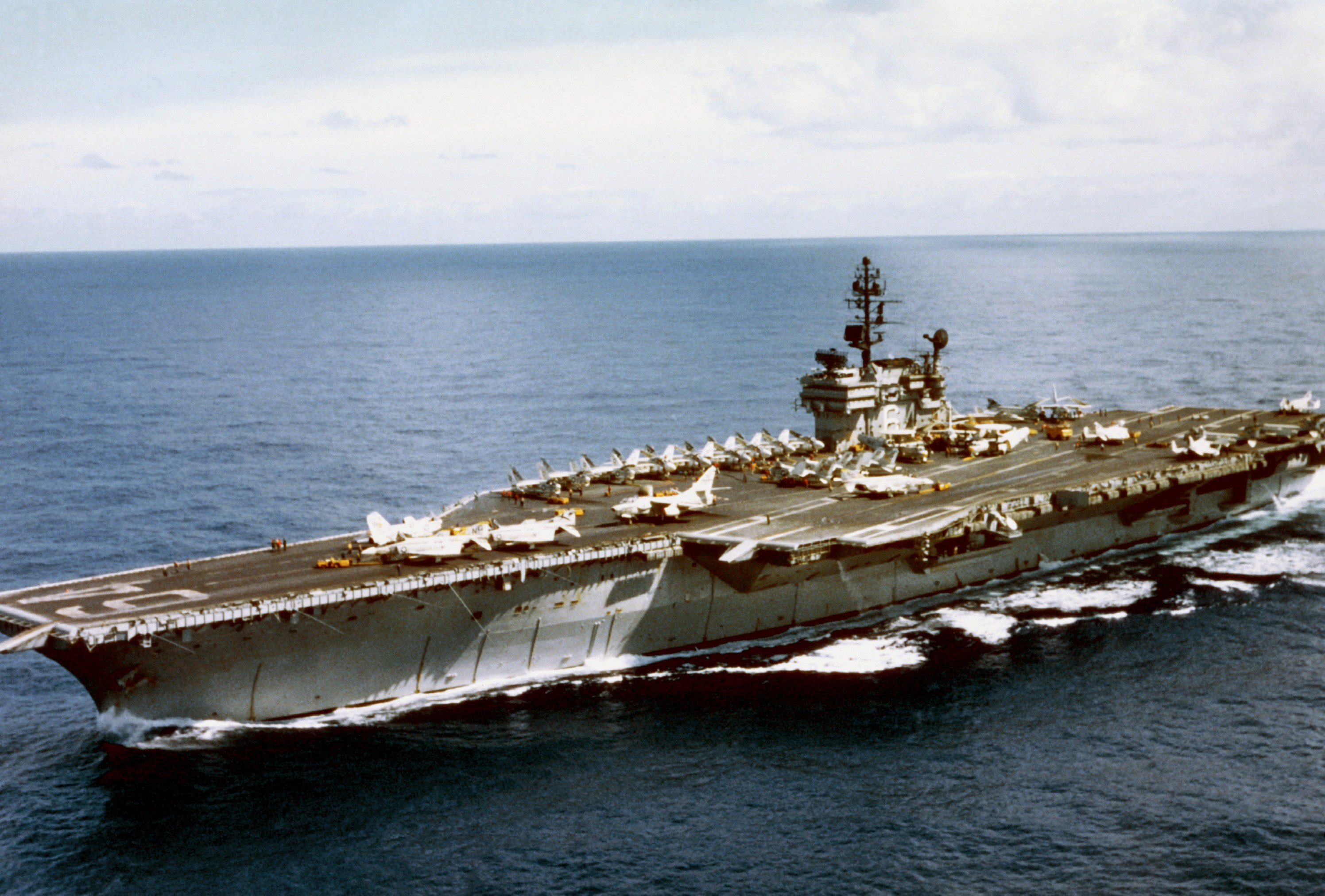
«Констелейшн» під час війни у В'єтнамі, 1971-1972 роки

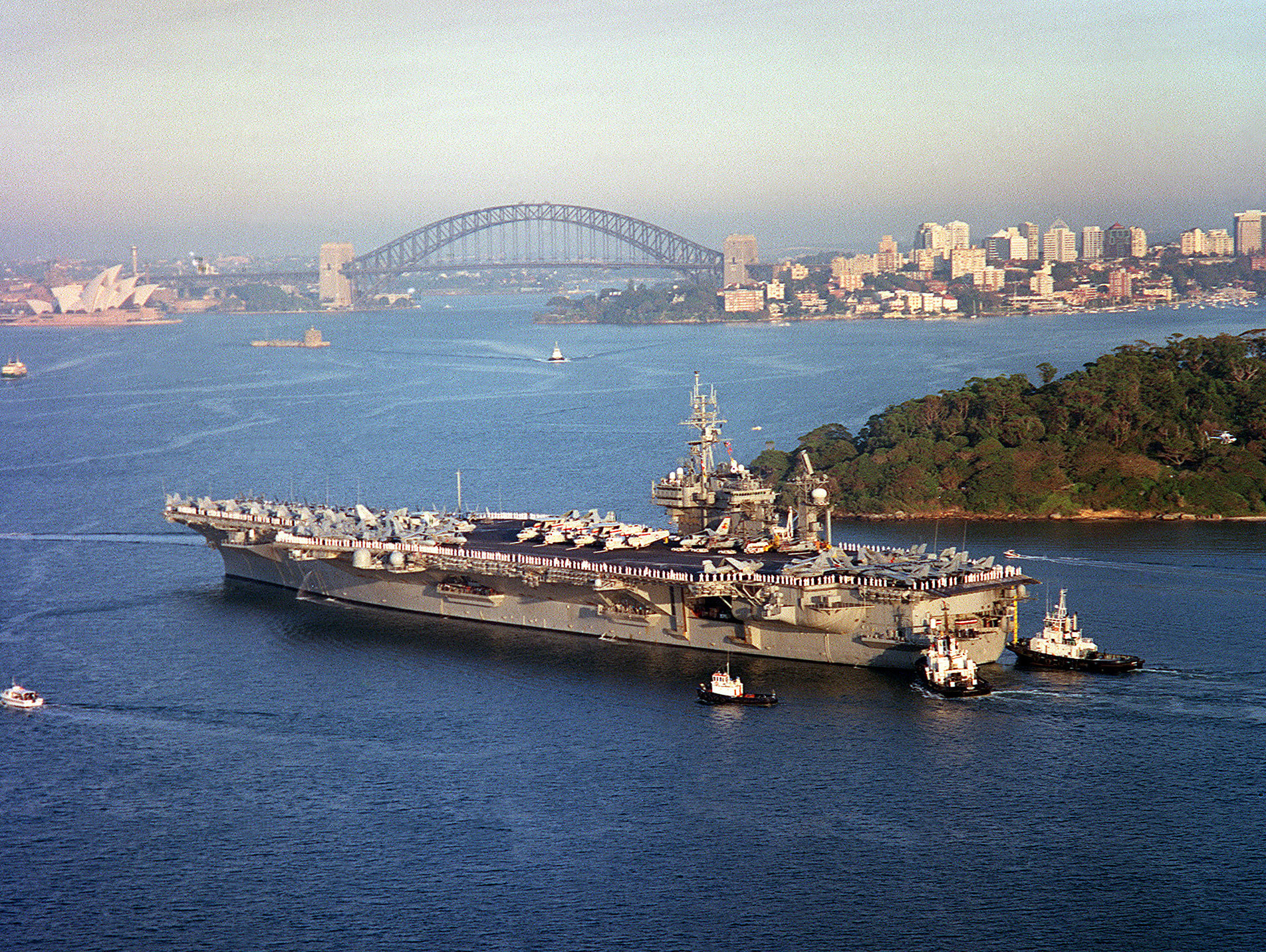
«Констелейшн» у Сіднеї, 2001 рік

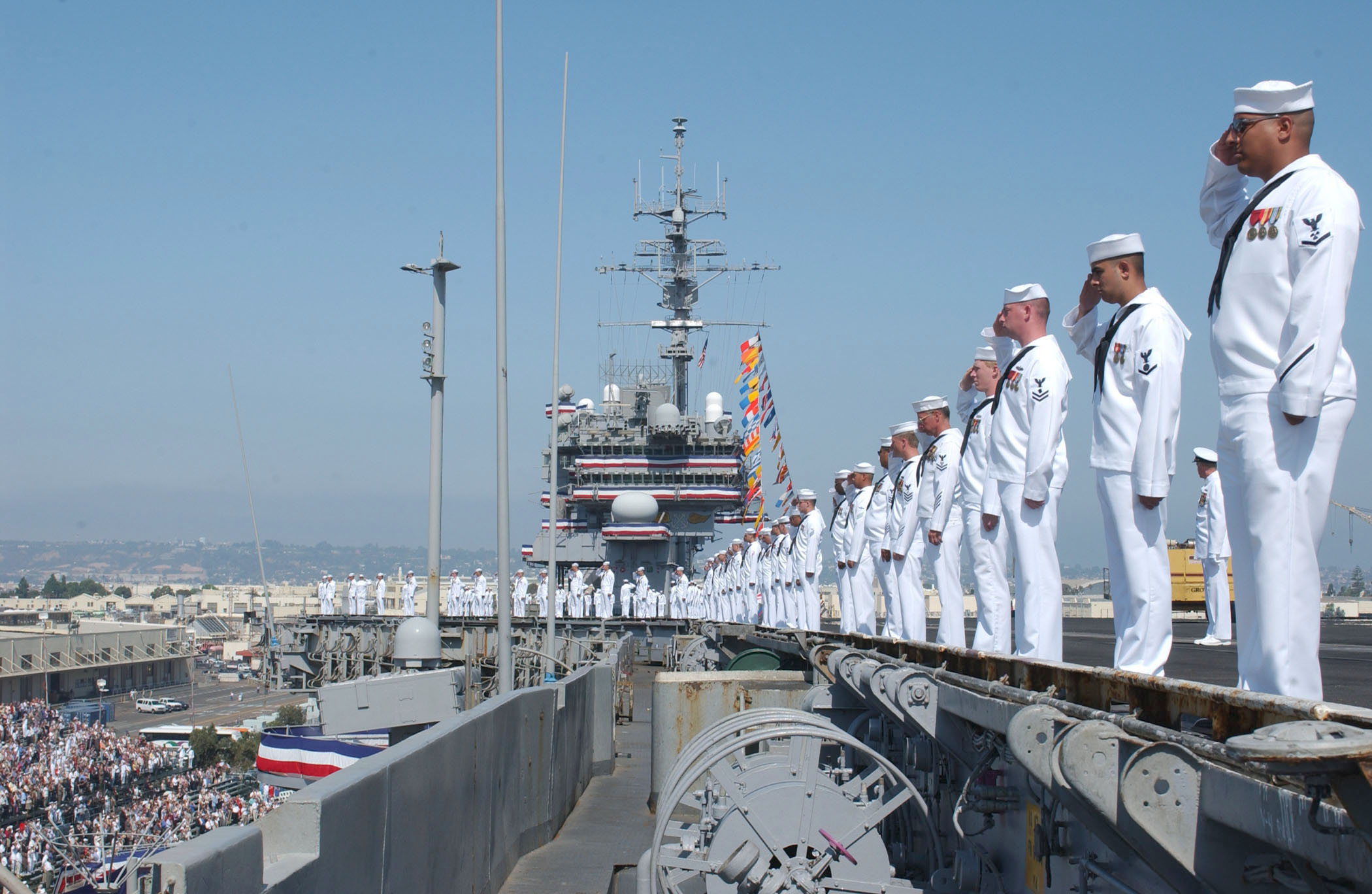
Церемонія виведення «Констелейшн» з експлуатації

Авіаносець «Констелейшн» був закладений 14 вересня 1957 року на верфі ВСМ США у Нью-Йорку. Спущений на воду 8 жовтня 1960 року. Під час добудови на плаву 19 грудня 1960 року корабель сильно постраждав від пожежі (50 чоловік загинуло, 323 поранено). Пожежа затримала будівництво на 7 місяців.
В грудні 1961 року корабель знову був пошкоджений пожежею в машинно-котельному відділенні (загинуло 4 чоловіки). Корабель увійшов до складу флоту 27 жовтня 1961 року під індексом CVA-64.

## Історія служби

### Початок служби
Після завершення підготовки «Констелейшн» перейшов на Тихий океан, де з липня 1962 року базувався в Сан-Дієго. Авіаносець брав активну участь у війні у В'єтнамі, здійснив 9 походів на ТВД з авіагрупами CVW-14 і CVW-15, в тому числі 7 бойових (05.05.1964—01.02.1965, 07—12.1965, 12.05.1966—03.12.1966,	29.04.1967—04.12.1967, 29.05.68—31.01.1969, 11.08.69—08.05.1970, 01.10.1971—30.06.1972, 05.01—11.10.1973, 21.06—22.12.1974).
1 липня 1966 року літаки з авіаносців «Констелейшн» та «Генкок» знищили 3 в'єтнамські торпедні катери. «Констелейшн» став лідером за числом збитих в'єтнамських літаків: на його рахунку 15 перемог у повітряних боях, в тому числі 9 - у 1972 році.
Наприкінці 1972 року на авіаносці стались ряд заворушень на расовому ґрунті, які продовжували спалахувати до літа 1973 року .
30 червня 1975 року авіаносець перекласифікований у CV-64. Протягом 1975-1976 років пройшов ремонт та модернізацію.
Протягом 1977-1980 років «Констелейшн» здійснив 3 дальніх плавання у Південно-Східну Азію та індійський океан. З 17 серпня 1980 року авіаносець ніс патрульну службу у Перській затоці під час Ірано-іракської війни.

### 1980-2000-ті роки
В період з 1982 по 1984 роки авіаносець пройшов ремонт та модернізацію в П'юджет-Саунд. На кораблі були встановлені нові катапульти, ЗРК RIM-7 Sea Sparrow, зенітні артилерійські комплекси Phalanx CIWS. Після ремонту у 1987 році «Констелейшн» здійснив похід в Аравійське море для охорони судноплавства у Перській затоці.
В лютому 1990 року авіаносець вирушив із Сан-Дієго на східне узбережжя США, де у період з 1990 року по березень 1993 року у Філадельфії пройшов модернізацію за програмою SLEP. Після модернізації корабель повернувся на Тихий океан і знову базувався в Сан-Дієго.
18 червня 1999 року «Констелейшн» вирушив у своє 19-те плавання з авіагрупою CVW-2, відвідавши Йокосука, Пусан, Сінгапур, Куала-Лумпур. З 20 серпня 1999 року авіаносець діяв у Перській затоці, брав участь у завданні ударів по об'єктах у південному Іраку: літаки з «Констелейшн» здійснили 1 225 бойових вильотів, скинувши 44 тонни бомб. На зворотньому шляху авіаносець зайшов у Перт, повернувся у Сан-Дієго 17 грудня 1999 року.
В березні 2001 року «Констелейшн» знову перебував у Перській затоці, беручи участь у забезпеченні заборони польотів іракських літаків південніше 32-ї паралелі.
У березні 2003 року авіаносець брав участь у 2-й війні у Перській затоці.

### Завершення служби
«Констелейшн» був виведений зі складу флоту 7 серпня 2003 року, на флоті його замінив авіаносець «Рональд Рейган».
У лютому 2008 року було прийняте рішення утилізувати авіаносець протягом наступних 5 років. У 2014 році корабель був відбуксований навколо мису Горн до Браунсвілла, Техас, де мав бути утилізований .

## У популярній культурі
- У другому сезоні серіалу «Людина на шість мільйонів доларів» (англ. The Six Million Dollar Man) «Констелейшн» почергово з'являвся разом з «Рейнджером».
- У 2001 році «Констелейшн» взяв участь у зйомках фільму «Перл-Гарбор», де грав роль авіаносця «Горнет», з якого розпочався Рейд Дуліттла.
- У фільмі Tiger Cruise (2004) дія відбувається на борту «Констелейшн».
- Також авіаносець задіяний у ряді комп'ютерних ігор (Jetfighter, Star Citizen) та коміксів (S.H.I.E.L.D.).